# Arago de Sète Volley-Ball 2013-2014
Questa voce raccoglie le informazioni riguardanti l'Arago de Sète Volley-Ball nelle competizioni ufficiali della stagione 2013-2014.

## Organigramma societario
Area direttiva
- Presidente: René Game

Area tecnica
- Allenatore: Patrick Duflos
- Allenatore in seconda: Fabien Dugrip

## Rosa
| N° | Nome              | Ruolo | Data di nascita  | Nazionalità sportiva |
| -- | ----------------- | ----- | ---------------- | -------------------- |
| 1  | Lars Lorsheijd    | C     | 8 giugno 1985    | Paesi Bassi          |
| 2  | Toafa Takaniko    | P     | 29 maggio 1985   | Francia              |
| 3  | Frédéric Barais   | S     | 10 dicembre 1989 | Francia              |
| 4  | Axel Lowinski     | C     | 13 maggio 1991   | Francia              |
| 5  | Lukas Bauer       | C     | 26 febbraio 1989 | Germania             |
| 6  | Keith Pupart      | S     | 19 marzo 1985    | Estonia              |
| 7  | Thomas Lamoise    | S     | 13 febbraio 1982 | Francia              |
| 8  | Graham Vigrass    | C     | 17 giugno 1989   | Canada               |
| 9  | Gauthier Bonnefoy | S     | 11 giugno 1995   | Francia              |
| 10 | Eliott Treilles   | L     | 18 gennaio 1994  | Francia              |
| 12 | Maxime Hervoir    | S     | 24 febbraio 1995 | Francia              |
| 13 | Thomas Le Vot     | P     | 23 luglio 1993   | Francia              |
| 14 | Julien Prigent    | P     | 6 luglio 1995    | Francia              |
| 15 | Miloš Ćulafić     | S/O   | 13 agosto 1986   | Montenegro           |
| 16 | Nicolas Rossard   | L     | 23 maggio 1990   | Francia              |
| 17 | Pavel Bartík      | S/O   | 19 marzo 1981    | Slovacchia           |
| 18 | Éric Tinchant     | C     | 18 marzo 1991    | Francia              |